# Hamuszürke fecskeseregély
A hamuszürke fecskeseregély (Artamus fuscus) a madarak (Aves) osztályának a verébalakúak (Passeriformes) rendjéhez, ezen belül a fecskeseregély-félék (Artamidae) családjához tartozó faj.

## Előfordulása
Banglades, Bhután, Kambodzsa, Kína, India, Laosz, Mianmar, Nepál, Srí Lanka, Thaiföld és Vietnám területén honos.

## Megjelenése
Feje, álla, torka és farcsíkja sötéten tompa hamvas szürkésbarna, dolmánya és válla sötétebb; kantára fekete, teste alsó része fénytelen vörhenyesbarna; a sötét palaszürke, csaknem fekete evezőtollak külső szegélye elmosódott palaszürke, a szintén sötét palaszürke kormánytollak végén fehér szegély. Szeme barna; a csőr ólomkék, hegye fekete; lába ólomkék. A Himaláján nyáron 1600 m magasságig is felmegy.
|  |  |

## Külső hivatkozás
- Képek az interneten a fajról
- Internet Bird Collection - videók a fajról